# Гордон, Роско
Роско Гордон (англ. Rosco Gordon, Roscoe Gordon; 10 апреля 1928, Мемфис, Теннесси, США — 11 июля 2002, Нью-Йорк, США) — американский блюзовый пианист, вокалист и автор песен. Номинант Blues Music Awards в номинации «Альбом-возвращение» (2001) . Пионер мемфис-блюза. Он является создателем фортепианного шаффл-ритма, известный как «ритм Роско», который повлиял на блюз, и, по мнению некоторых историков, также вдохновил на создание отличительного ритма ямайского ска, который сам по себе является предшественником регги.  .

## Биография
Роско Гордон родился в Мемфисе, штат Теннесси 10 апреля 1928 года младшим из восьми детей. Научился играть на старом пианино матери под руководством своей сестры, которая брала уроки музыки . После окончания школы Florida Street School Гордон сформировал собственную группу, которая уже выступала в клубах. В 1946 году Гордон переехал в Чикаго «после того, как попал в беду в Мемфисе», вернулся в Мемфис в 1949 году и занял первое место на любительском шоу в Palace Theatre на Beale Street в 1950 году. В это время стал частью неформального объединения музыкантов Мемфиса под названием Beale Streeters, к которому относили например Би Би Кинга и Бобби Блэнда . Ведущий радиошоу Руфус Томас пригласил Гордона выступать в своём шоу на радиостанции WDIA, а вскоре после этого Гордона обзавёлся собственным шоу. 
В 1951 году менеджер WDIA Дэвид Мэттис познакомил Гордона с продюсером Сэмом Филлипсом. Примерно в это же время Айк Тернер, рекрутер талантов для братьев Бихари, пригласил Гордона записаться на Modern Records. Его первый же сингл «Saddle the Cow (and Milk the Horse)», выпущенный на RPM Records (дочерней компании Modern), достиг девятого места в чарте Billboard R&B. Следующий сингл Гордона «Booted» был записан на лейбле Phillips' Memphis Recording Service, он был лицензирован для выпуска на Chess Records, которая и выпустила этот сингл в декабре 1951 года. Гордон также записал версию этого сингла для братьев Бихари на RPM, выпущенную в январе 1952 года, и этот релиз достиг первого места в чарте Billboard R&B в марте 1952 года. Это породило спор между лейблами, который был урегулирован, при этом Бихари получили эксклюзивные права на творчество Гордона, а Леонард Чесс получил эксклюзивный контракт с Хаулином Вулфом. Сам Гордон однако, не получал никаких авторских отчислений. В 1952 году сингл Гордона «No More Doggin'» добрался до 2 места в Billboard R&B и затем в течение 1950-х Гордон выпустил на Duke Records, Sun Records, Flip Records и Vee-Jay Records целый ряд синглов, попадавших в чарты. Его последний сингл, попавший в чарты, был «Just a Little Bit» (№ 2 Billboard R&B, № 64 Billboard Hot 100) в 1960 году. За песню, которая стала стандартом R&B, кавер-версии которой записали Этта Джеймс, Элвис Пресли и Джерри Батлер, проданные миллионами копий, Гордон получил лишь 250 долларов. Это произошло потому что продюсер Ральф Басс из King Records  зарегистрировал авторские права на эту песню, получив её из демо-записи, которую прислал Роско Гордон. К концу 1950-х годов Гордон гастролировал по всему миру, добравшись до Южной Америки и Карибского бассейна (выступая на разогреве у The Platters), где его нестандартная ритмическая техника повлияла на звучание раннего ска и регги. 
В 1962 году Гордон переехал в Куинс, Нью-Йорк со своей новой женой. В Нью-Йорке он записал сессию для Columbia Records, которая не была выпущена, а затем подписал контракт с ABC-Paramount, где выпустил два сингла. Дальнейшие релизы последовали на Jomada, Rae Cox и Calla в конце шестидесятых, и в конце концов, в 1969 году Роско запустил свой собственный лейбл Bab-Roc, на котором было выпущено пять синглов . В начале 1970-х Гордон  ушёл из музыкального бизнеса, купив долю в прачечном бизнесе после победы в покере. Вернулся к выступлениям лишь в 1981 году, триумфально выступил на Мемфисском блюзовом фестивале 1982 года, а затем отправился на гастроли в Европу, выступив в Скандинавии и Великобритании, а также на Утрехтском блюзовом фестивале. В 1983 году он выпустил альбом Rosco Rocks Again, записанный вживую в лондонском клубе 100 . Лишь после смерти жены в 1984 году Гордон вернулся к активным гастролям. 
В 2000 году Гордон объединился с блюзовым гитаристом Дьюком Робиллардом и выпустил альбом Memphis Tennessee, номинированный на звание «Альбом-возвращение»  Blues Music Awards. Про него писали: «в свои 66 лет шаффл-стиль пианино и хриплый, развязный вокал Гордона по-прежнему в хорошей форме» . В 2002 году Гордон был приглашен режиссером Ричардом Пирсом для участия в документальном фильме о нескольких блюзовых музыкантах, возвращающихся в Мемфис, чтобы почтить память Сэма Филлипса. Документальный фильм «Дорога в Мемфис», ставший частью сериала «Блюз», снимавшегося под руководством Мартина Скорцезе транслировался на PBS. 
Через шесть недель после окончания съемок Гордон умер 11 июля 2002 года в возрасте 74 лет от сердечного приступа в своей квартире в Рего-парке, Квинс. У него остались три дочери, три сына и 10 внуков. Был похоронен на кладбище Роуздейл в Линдене, штат Нью-Джерси.
«Роско Гордон не только отправил множество хитов в ритм-энд-блюзовые чарты в 1950-х, его также помнят как одного из отцов-основателей рок-н-ролла и ключевую фигуру в формировании ямайского ска» https://www.allaboutjazz.com/musicians/rosco-gordon/.
«В основном звук Роско Гордона был основан на его ударах по клавишам фортепиано (известном как ритм Роско), шаффл-барабанах, гортанном саксофоне и часто искажённых гитарах, поверх которых Роско обычно выдавал чудесный сбивчивый вокал» .

## Дискография

### Альбомы
- 1983: Rosco Rocks Again (JSP Records)
- 1996: Let's Get It On! (Studio One)
- 2000: Memphis Tennessee (Stony Plain Records)
- 2004: No Dark in America (Dualtone Records)

### Сборники
- 1977: The Legendary Sun Performers: Rosco Gordon (Charly Records)
- 1980: The Best of Rosco Gordon Volume One (Ace Records)
- 1982: Volume 2: The Memphis Sessions (Ace Records)
- 1993: Just a Little Bit (Vee-Jay Records)
- 1996: Rosco's Rhythm (Charly Records)
- 1998: Bootin' (The Best of the RPM Years) (Ace Records)
- 2004: A Proper Introduction to Rosco Gordon - No More Doggin' (Proper Records)
- 2009: Let's Get High: The Man About Music From Memphis (JSP Records)
- 2016: Just A Little Bit (Jasmine Records)